# Parafia Claiborne
Parafia Claiborne (ang. Claiborne Parish) – parafia cywilna w stanie Luizjana w Stanach Zjednoczonych. Obszar całkowity parafii obejmuje powierzchnię 767,42 mil2 (1 987,61 km²). Według danych z 2010 parafia miała 17 195 mieszkańców. Parafia powstała w 1828 roku i nosi imię Williama Claibornego - pierwszego gubernatora stanu Luizjana.

## Sąsiednie parafie / hrabstwa
- Hrabstwo Union (Arkansas) (północny wschód)
- Parafia Union (wschód)
- Parafia Lincoln (południowy wschód)
- Parafia Bienville (południe)
- Parafia Webster (zachód)
- Hrabstwo Columbia (Arkansas) (północny zachód)

## Miasta
- Haynesville
- Homer

## Wioski
- Athens
- Lisbon
- Junction City